# Blargies
Blargies és un municipi francès, situat al departament de l'Oise i a la regió dels Alts de França. L'any 2007 tenia 482 habitants.

## Demografia

### Població
El 2007 la població de fet de Blargies era de 482 persones. Hi havia 186 famílies de les quals 28 eren unipersonals (16 homes vivint sols i 12 dones vivint soles), 69 parelles sense fills, 81 parelles amb fills i 8 famílies monoparentals amb fills.
La població ha evolucionat segons el següent gràfic:
Habitants censats

### Habitatges
El 2007 hi havia 212 habitatges, 185 eren l'habitatge principal de la família, 18 eren segones residències i 9 estaven desocupats. 210 eren cases i 1 era un apartament. Dels 185 habitatges principals, 159 estaven ocupats pels seus propietaris, 21 estaven llogats i ocupats pels llogaters i 4 estaven cedits a títol gratuït; 3 tenien una cambra, 3 en tenien dues, 32 en tenien tres, 63 en tenien quatre i 84 en tenien cinc o més. 155 habitatges disposaven pel capbaix d'una plaça de pàrquing. A 104 habitatges hi havia un automòbil i a 70 n'hi havia dos o més.

### Piràmide de població
La piràmide de població per edats i sexe el 2009 era:
| Homes | Edats   | Dones |
| ----- | ------- | ----- |
| 0     | 95 o +  | 0     |
| 0     | 90 a 94 | 4     |
| 0     | 85 a 89 | 4     |
| 0     | 80 a 84 | 0     |
| 0     | 75 a 79 | 4     |
| 16    | 70 a 74 | 12    |
| 24    | 65 a 69 | 20    |
| 16    | 60 a 64 | 16    |
| 20    | 55 a 59 | 28    |
| 16    | 50 a 54 | 12    |
| 8     | 45 a 49 | 8     |
| 12    | 40 a 44 | 8     |
| 24    | 35 a 39 | 16    |
| 32    | 30 a 34 | 16    |
| 4     | 25 a 29 | 16    |
| 12    | 20 a 24 | 4     |
| 28    | 15 a 19 | 8     |
| 8     | 10 a 14 | 24    |
| 12    | 5 a 9   | 12    |
| 12    | 0 a 4   | 4     |

## Economia
El 2007 la població en edat de treballar era de 312 persones, 216 eren actives i 96 eren inactives. De les 216 persones actives 200 estaven ocupades (122 homes i 78 dones) i 16 estaven aturades (4 homes i 12 dones). De les 96 persones inactives 43 estaven jubilades, 29 estaven estudiant i 24 estaven classificades com a «altres inactius».

### Ingressos
El 2009 a Blargies hi havia 186 unitats fiscals que integraven 487 persones, la mediana anual d'ingressos fiscals per persona era de 17.747 €.

### Activitats econòmiques
Dels 18 establiments que hi havia el 2007, 3 eren d'empreses extractives, 1 d'una empresa de fabricació d'altres productes industrials, 9 d'empreses de construcció, 2 d'empreses de comerç i reparació d'automòbils, 1 d'una empresa de serveis i 2 d'empreses classificades com a «altres activitats de serveis».
Dels 11 establiments de servei als particulars que hi havia el 2009, 1 era un establiment de lloguer de cotxes, 3 paletes, 2 guixaires pintors, 1 fusteria, 1 lampisteria, 2 electricistes i 1 perruqueria.
L'any 2000 a Blargies hi havia 17 explotacions agrícoles que ocupaven un total de 730 hectàrees.

## Equipaments sanitaris i escolars
El 2009 hi havia una escola elemental integrada dins d'un grup escolar amb les comunes properes formant una escola dispersa.

## Poblacions més properes
El següent diagrama mostra les poblacions més properes.